# Sultan Naga Dimaporo
Sultan Naga Dimaporo is een gemeente in de Filipijnse provincie Lanao del Norte in het noorden van het eiland Mindanao. Bij de laatste census in 2007 had de gemeente ruim 46 duizend inwoners.

## Geografie

### Bestuurlijke indeling
Sultan Naga Dimaporo is onderverdeeld in de volgende 37 barangays:
| - Bangaan - Bangco - Bansarvil II - Bauyan - Cabongbongan - Calibao - Calipapa - Calube - Campo Islam - Capocao - Dabliston - Dalama - Dangulaan | - Ditago - Ilian - Kauswagan - Kirapan - Koreo - Lantawan - Mabuhay - Maguindanao - Mahayahay - Mamagum - Mina - Pandanan | - Payong - Pikalawag - Pikinit - Piraka - Poblacion - Ramain - Rebucon - Sigayan - Sugod - Tagulo - Tantaon - Topocon |

## Demografie
Sultan Naga Dimaporo had bij de census van 2007 een inwoneraantal van 46.004 mensen. Dit zijn 4.139 mensen (9,9%) meer dan bij de vorige census van 2000. De gemiddelde jaarlijkse groei komt daarmee uit op 1,31%, hetgeen lager is dan het landelijk jaarlijks gemiddelde over deze periode (2,04%). Vergeleken met de census van 1995 is het aantal mensen met 9.873 (27,3%) toegenomen.

De bevolkingsdichtheid van Sultan Naga Dimaporo was ten tijde van de laatste census, met 46.004 inwoners op 71,12 km², 646,9 mensen per km².